# Liste der Monuments historiques in Moloy
Die Liste der Monuments historiques in Moloy führt die Monuments historiques in der französischen Gemeinde Moloy auf.

## Liste der Objekte
| Bezeichnung                                                       | Beschreibung | Standort                              | Kennzeichnung | Schutzstatus | Datum | Bild |
| ----------------------------------------------------------------- | --- | ------------------------------------- | ------------- | ------------ | ----- | ---- |
| Skulptur Heilige Katharina                                        | Kalkstein, farbig gefasst, 15. Jahrhundert                                                                                                 | in der Kirche St-Jean-Baptiste (Lage) | PM21001521    | Classé       | 1966  |      |
| Skulptur Madonna mit Kind                                         | Kalkstein, farbig gefasst, 15. Jahrhundert                                                                                                 | in der Kirche St-Jean-Baptiste (Lage) | PM21001522    | Classé       | 1966  |      |
| Gemälde Der heilige Lukas malt die Muttergottes mit dem Jesuskind | Ölfarbe auf Holz, signiert 1603 von Nicolas van Houy; vermutlich aus der Jakobinerkirche in Dijon; im Musée d’art sacré de Dijon deponiert | in der Kirche St-Jean-Baptiste (Lage) | PM21002957    | Classé       | 1913  |      |
| Reliquienbild                                                     | Klosterarbeit; Papier, vergoldeter Holzrahmen, 17. Jahrhundert                                                                             | in der Kirche St-Jean-Baptiste (Lage) | PM21004182    | Inscrit      | 1995  |      |
| Glocke Elisabeth                                                  | Bronze, Erstguss 1659, Neuguss 1952 | in der Kirche St-Jean-Baptiste (Lage) | PM21001519    | Classé       | 1943  |      |
| Glocke Françoise                                                  | Bronze, Erstguss 1672, Neuguss 1952 | in der Kirche St-Jean-Baptiste (Lage) | PM21001520    | Classé       | 1943  |      |